# Collegio elettorale di Torino 1 (Senato della Repubblica)
Il collegio Torino 1 fu un collegio elettorale uninominale della Repubblica Italiana appartenente alla Circoscrizione Piemonte; fu utilizzato per eleggere un senatore della Repubblica nella XII, XIII e XIV legislatura.
Venne istituito nel 1993 con la cosiddetta Legge Mattarella (Legge n. 276, Norme per l'elezione del Senato della Repubblica), attuata in seguito al referendum abrogativo del 1993. La legge istituì per la Camera dei deputati e per il Senato della Repubblica un sistema di elezione misto, in parte maggioritario e in parte proporzionale. Il 75% dei parlamentari dell'assemblea veniva eletto in collegi uninominali tramite sistema maggioritario a turno unico; il restante 25% al Senato veniva eletto tramite recupero proporzionale dei più votati non eletti attraverso un meccanismo di calcolo denominato scorporo, cioè sottraendo dal conteggio dei voti totali di una lista nella parte proporzionale i voti ottenuti dai candidati collegati alla medesima lista che erano eletti nei collegi uninominali con il sistema maggioritario.
Il collegio venne abolito insieme a tutti gli altri che costituivano il Senato con la promulgazione della legge elettorale successiva, la cosiddetta Legge Calderoli. Questa prevedeva un sistema proporzionale con premio di maggioranza, che al Senato veniva attribuito a livello regionale.

## Territorio
Il collegio Torino 1 era uno dei 17 collegi uninominali in cui era suddiviso il Piemonte e, come previsto dal D.Lgs. del 20 dicembre 1993 n. 535, comprendeva il centro del comune di Torino e la zona Collina; il capoluogo piemontese complessivamente contava quattro collegi uninominali al Senato.

## Eletti
| Elezione | Elezione | Senatore           | Partito                 |
| -------- | -------- | ------------------ | ----------------------- |
|          | 1994     | Franco Debenedetti | Progressisti (PDS)      |
|          | 1996     | Franco Debenedetti | L'Ulivo (PDS)           |
|          | 2001     | Aldo Scarabosio    | Casa delle Libertà (FI) |

## Dati elettorali

### XII legislatura
|                               | Franco Debenedetti ✔️ Eletto | Progressisti         | 48 897  | 31,65 |  |  |  |  |  |
|                               | Giuseppe Farassino           | Polo delle Libertà   | 43 483  | 28,15 |  |  |  |  |  |
|                               | Valerio Zanone               | Patto per l'Italia   | 23 330  | 15,10 |  |  |  |  |  |
|                               | Cesare Pozzo ✔️ Eletto       | Alleanza Nazionale   | 19 055  | 12,33 |  |  |  |  |  |
|                               | Rita Serra                   | Lista Marco Pannella | 8 593   | 5,56  |  |  |  |  |  |
|                               | Anna Tamagnone               | Partito Pensionati   | 4 282   | 2,77  |  |  |  |  |  |
|                               | Costantino Giordano          | Verdi Verdi          | 4 242   | 2,75  |  |  |  |  |  |
|                               | Armando Porta                | Lega per il Piemonte | 2 228   | 1,44  |  |  |  |  |  |
|                               | Francesco Pologruto          | Rinnovamento         | 378     | 0,24  |  |  |  |  |  |
| Totale                        | Totale                       | Totale               | 154 488 | 100   |  |  |  |  |  |
|                               |                              |                      |         |       |  |  |  |  |  |
| Voti non validi               | Voti non validi              | Voti non validi      | 7 558   | 4,66  |  |  |  |  |  |
| Votanti                       | Votanti                      | Votanti              | 162 046 | 87,13 |  |  |  |  |  |
| Elettori                      | Elettori                     | Elettori             | 185 980 |       |  |  |  |  |  |
|                               |                              |                      |         |       |  |  |  |  |  |
| Data: 27-28 marzo 1994        |                              |                      |         |       |  |  |  |  |  |
| Fonte: Ministero dell'interno |                              |                      |         |       |  |  |  |  |  |

### XIII legislatura
|                               | Franco Debenedetti ✔️ Eletto | L'Ulivo                   | 65 358  | 44,80 |  |  |  |  |  |
|                               | Jas Gawronski ✔️ Eletto      | Polo per le Libertà       | 55 939  | 38,34 |  |  |  |  |  |
|                               | Pietro Molino                | Lega Nord                 | 15 286  | 10,48 |  |  |  |  |  |
|                               | Gianpietro Lupi              | Verdi Verdi               | 3 429   | 2,35  |  |  |  |  |  |
|                               | Enrico Cremon                | Partito Pensionati        | 2 762   | 1,89  |  |  |  |  |  |
|                               | Anacleta Salvetti            | Mani Pulite               | 1 178   | 0,81  |  |  |  |  |  |
|                               | Antonio Ricco                | Piemonte Nazione d'Europa | 1 046   | 0,72  |  |  |  |  |  |
|                               | Anton Mario Semolini         | Partito Socialista        | 890     | 0,61  |  |  |  |  |  |
| Totale                        | Totale                       | Totale                    | 145 888 | 100   |  |  |  |  |  |
|                               |                              |                           |         |       |  |  |  |  |  |
| Voti non validi               | Voti non validi              | Voti non validi           | 6 926   | 4,53  |  |  |  |  |  |
| Votanti                       | Votanti                      | Votanti                   | 152 814 | 83,21 |  |  |  |  |  |
| Elettori                      | Elettori                     | Elettori                  | 183 650 |       |  |  |  |  |  |
|                               |                              |                           |         |       |  |  |  |  |  |
| Data: 21 aprile 1996          |                              |                           |         |       |  |  |  |  |  |
| Fonte: Ministero dell'interno |                              |                           |         |       |  |  |  |  |  |

### XIV legislatura
|                               | Aldo Scarabosio ✔️ Eletto    | Casa delle Libertà                   | 60 088  | 41,93 |  |  |  |  |  |
|                               | Franco Debenedetti ✔️ Eletto | L'Ulivo                              | 59 557  | 41,56 |  |  |  |  |  |
|                               | Daniela Alfonzi              | Partito della Rifondazione Comunista | 7 724   | 5,39  |  |  |  |  |  |
|                               | Luciano Costa                | Lista Pannella-Bonino                | 5 425   | 3,79  |  |  |  |  |  |
|                               | Paolo Saba                   | Lista Di Pietro                      | 4 846   | 3,38  |  |  |  |  |  |
|                               | Valter Ameglio               | Fiamma Tricolore                     | 2 087   | 1,46  |  |  |  |  |  |
|                               | Paolo Ferraris               | Democrazia Europea                   | 1 785   | 1,25  |  |  |  |  |  |
|                               | Maria Paola Monzeglio        | Verdi Verdi                          | 1 784   | 1,24  |  |  |  |  |  |
| Totale                        | Totale                       | Totale                               | 143 296 | 100   |  |  |  |  |  |
|                               |                              |                                      |         |       |  |  |  |  |  |
| Voti non validi               | Voti non validi              | Voti non validi                      | 5 891   | 3,95  |  |  |  |  |  |
| Votanti                       | Votanti                      | Votanti                              | 149 187 | 82,49 |  |  |  |  |  |
| Elettori                      | Elettori                     | Elettori                             | 180 856 |       |  |  |  |  |  |
|                               |                              |                                      |         |       |  |  |  |  |  |
| Data: 13 maggio 2001          |                              |                                      |         |       |  |  |  |  |  |
| Fonte: Ministero dell'interno |                              |                                      |         |       |  |  |  |  |  |